# Mladen Šekularac
Mladen Sekularac, (nacido el 29 de enero de 1981 en Antivari, Montenegro) es un jugador de baloncesto montenegrino. Con 2.03 de estatura, su puesto natural en la cancha es el de alero.

## Trayectoria
- KK Mornar Bar (1996-1997)
- FMP Železnik (1997-2002)
- Virtus Bologna (2002-2003)
- Buducnost Podgorica (2003-2004)
- Apollon Patras (2004-2005)
- Antwerp Giants (2005-2008)
- Spirou Charleroi (2008-2009)
- KK Jedinstvo Bijelo Polje (2009-2010)
- KK Igokea (2010)
- KK Zlatibor (2014-2015)